# Epepeotes himalayanus
Epepeotes himalayanus là một loài bọ cánh cứng trong họ Cerambycidae.